# شويكار
شويكار إبراهيم طوب صقال (4 نوفمبر 1938 – 14 أغسطس 2020)، ممثلة مصرية برعت بأدوار الكوميديا بالمسرح العربي.

## عن حياتها
ولدت بالإسكندرية لعائلة تتكون من أب مصري الجنسية تركي الأصل، وأم شركسية. وهي ليست شقيقة الممثلة شاهيناز كما كان رُوّج مسبقا. وقد كان جدها ضابطاً في جيش محمد علي باشا، ولُقب باللقب التركي «طوب ثقال». اكتُشفت في نادي سبورتنج في الإسكندرية، وعملت في أدوار تراجيدية. ثم اكتشفها المخرج فطين عبد الوهاب، إذ وجد فيها موهبة فنية خاصة في مجال الكوميديا.

## حياتها الأسرية
تزوجت شويكار من المحاسب حسن نافع، وأنجبت منه ابنتها الوحيدة «منة الله». وبعد موته تزوجت الفنان فؤاد المهندس، حيث قدّما أحد أبرز الثنائيات في تاريخ السينما المصرية. ثم انفصلا بعد ذلك. كما كانت قد تزوجت من السيناريست مدحت حسن.

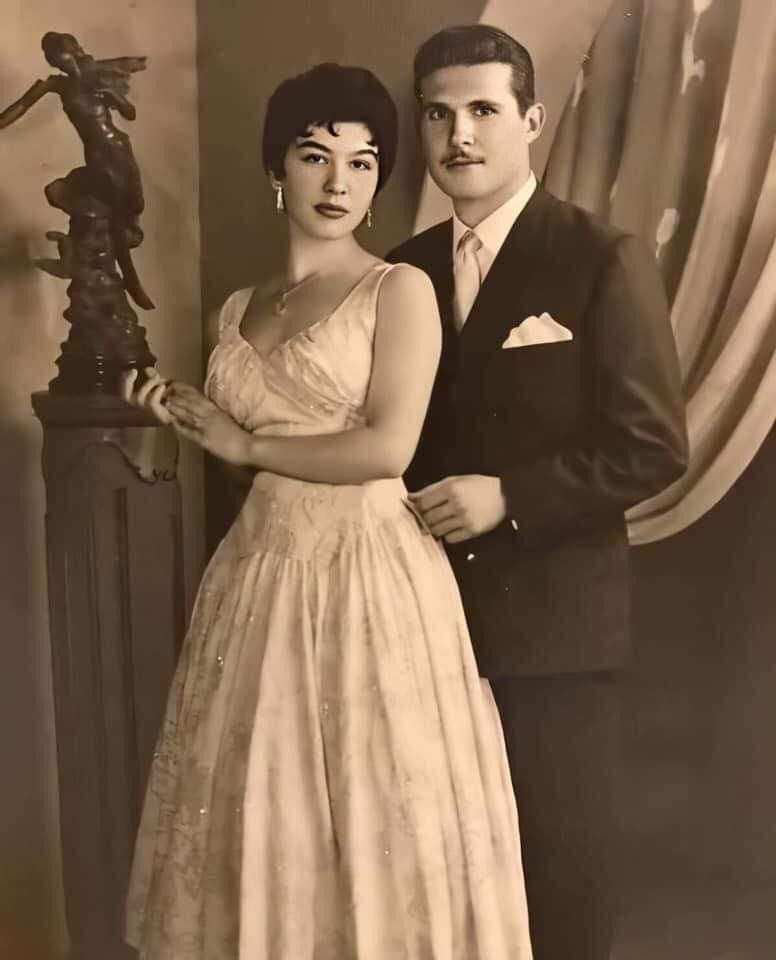
شويكار وزوجها الأول المحاسب حسن نافع الجواهرجي.
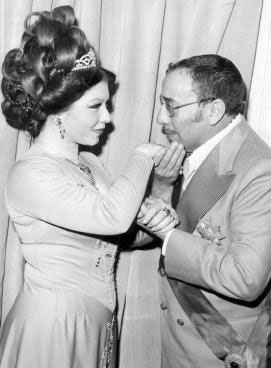
شويكار مع زوجها فؤاد المهندس.

## أعمالها

### الأفلام
- 1960: حبي الوحيد
- 1961: غرام الأسياد
- 1961: الضوء الخافت
- 1962: دنيا البنات
- 1962: الزوجة 13
- 1962: آخر فرصة
- 1963: من غير أمل
- 1963: عروس النيل
- 1963: طريق الشيطان
- 1963: صاحب الجلالة
- 1963: النشال
- 1963: المجانين في نعيم
- 1963: القاهرة
- 1963: الحسناء والطلبة
- 1963: الباب المفتوح
- 1964: هارب من الزواج
- 1964: فتاة شاذة
- 1964: حديث المدينة
- 1964: أنا وهو وهي
- 1964: أمير الدهاء
- 1964: المارد
- 1964: اعترافات زوج
- 1964: أدهم الشرقاوي
- 1965: الشقيقان
- 1965: الرجال لا يتزوجون الجميلات
- 1965: اقتلني من فضلك
- 1966: مبكى العشاق
- 1966: غرام في أغسطس
- 1966: إجازة بالعافية
- 1967: الراجل ده حيجنني
- 1967: أخطر رجل في العالم
- 1967: أجازة غرام
- 1968: مطاردة غرامية
- 1968: مراتي مجنونة مجنونة مجنونة
- 1968: عالم مضحك جدا
- 1968: شنبو في المصيدة
- 1968: المليونير المزيف
- 1968: أشجع رجل في العالم
- 1968: أرض النفاق
- 1969: أنا ومراتي والجو
- 1969: العتبة جزاز
- 1970: عريس بنت الوزير
- 1970: سفاح النساء
- 1970: رضا بوند
- 1970: ربع دستة اشرار
- 1970: أنت اللي قتلت بابايا
- 1971: نحن الرجال طيبون
- 1971: غرام في الطريق الزراعي
- 1973: مدرسة المراهقين
- 1973: شلة المحتالين
- 1973: الشحات
- 1974: الأخوة الأعداء
- 1975: النداهة
- 1975: الكرنك
- 1975: الكداب
- 1975: الجبان والحب
- 1976: فيفا زلاطا
- 1976: سنة أولى حب
- 1976: دائرة الانتقام
- 1977: من أجل الحياة
- 1977: فتاة تبحث عن الحب
- 1977: طائر الليل الحزين
- 1977: دعاء المظلومين
- 1977: جنس ناعم
- 1977: السقا مات
- 1977: 13 كدبة وكدبة
- 1978: شباب يرقص فوق النار
- 1978: المرأة هي المرأة
- 1980: الإخوة الغرباء
- 1981: خلف أسوار الجامعة
- 1981: القرش
- 1982: الخبز المر
- 1982: أرزاق يا دنيا
- 1982: آدم يعود للجنة
- 1983: درب الهوا
- 1983: العربجي
- 1983: الذئاب
- 1984: ممنوع للطلبة
- 1984: بيت القاضي
- 1984: بحر الأوهام
- 1984: النصابين
- 1984: الطيب أفندي
- 1984: السطوح
- 1985: سنوات الخطر
- 1985: سعد اليتيم
- 1985: الموظفون في الأرض
- 1986: رجل لهذا الزمان
- 1986: اليوم السادس
- 1986: ابنتي والذئاب
- 1987: الكماشة
- 1988: زمن الممنوع
- 1988: خطة بعيدة المدى
- 1988: بنت الباشا الوزير
- 1988: اغتيال مدرسة
- 1989: حكاية تو
- 1990: جريمة إلا ربع
- 1990: النصاب والكلب
- 1991: تحت الربع
- 1992: البحث عن طريق آخر
- 1993: أمريكا شيكا بيكا
- 1994: كشف المستور
- 2001: العاشقان
- 2010: كلمني شكرا

### المسلسلات
- 1977: الدنيا لما تلف
- 1978: أنا مش أنا
- 1981: مليون في العسل
- 1983: الحوت
- 1985: حلم الليل والنهار
- 1987: بين القصرين
- 1988: قصر الشوق
- 1988: وجيدة وسامح
- 1988: أشواقي بلا حدود
- 1989: موعد مع الغائب
- 1990: عشاق لا يعرفون الحب
- 1993: كلام رجالة
- 1994: رياح الخوف
- 1994: أحلام العنكبوت
- 1995: عفوا وظيفة هانم
- 1995: اللعب في الوقت الضائع
- 1996: سر اللعبة
- 1996: ترويض الشرسة
- 1996: أولاد حضرة الناظر
- 1997: فرط الرمان
- 1997: بيت الأزميرلي
- 1997: الخزنة دي مش لازم تتسرق
- 1998: يوم عسل يوم بصل
- 1998: ويأخذنا تيار الحياة
- 1998: هوانم جاردن سيتي (ج2)
- 1998: من كل بيت حكاية
- 1998: امرأة من زمن الحب
- 1999: ربما نلتقي
- 2000: مرات جوزي
- 2000: أوتار التغريبة
- 2000: أزعرينا
- 2001: رحيق الفوارس
- 2002: عالم بدون أسرار
- 2002: آلو رابع مرة
- 2004: بنت من شبرا
- 2006: أحزان مريم
- 2012: سر علني

### المسرحيات
- 1963: أنا وهو وهي
- 1965: أنا فين وانتي فين
- 1966: أنا وهي وسموه
- 1967: حالة حب
- 1968: حواء الساعة 12
- 1968: السكرتير الفني
- 1969: سيدتي الجميلة
- 1974: وأيضا هالو دوللي
- 1979: إنها حقا عائلة محترمة
- 1980: سك على بناتك (صوت فقط بدون ظهور )
- 1983: الزيارة انتهت
- 1989: روحية اتخطفت
- 1990: مراتي تقريبا

### المسلسلات الإذاعية
- 1968: شنبو في المصيدة
- دنيا بنت دنيا
- علشان سواد عنيها
- دليلة والفك المفترس
- أنا وبابويا على نُص أخويا

## وفاتها
توفيت شويكار في 14 آب / أغسطس 2020 عن عمر يناهز الـ81 عاماً بعد صراع مع المرض في مستشفى الصفا في المهندسين.

## وصلات خارجية
- شويكار على موقع IMDb (الإنجليزية)
- شويكار على موقع الدهليز
- شويكار على موقع قاعدة بيانات الأفلام العربية
- شويكار على موقع ديسكوغز (الإنجليزية)
- شويكار على موقع قاعدة بيانات الفيلم (الإنجليزية)
- شويكار على موقع كينوبويسك (الروسية)